# 贡山白环蛇
贡山白环蛇（学名：Lycodon gongshan）也称贡山链蛇，一种分布于中国西南地区的爬行动物，隶属于游蛇科白环蛇属（链蛇属）。

## 形态特征
贡山白环蛇主要鉴别特征为：头略小而扁平，与颈部区分明显；前段和中段背鳞为17行，腹鳞210～216枚，上唇鳞8枚；吻鳞窄，颊鳞入眶；背部黑色，有32～40个白环纹，中央杂有不规则碎黑斑；第一白环始于第4～7 腹鳞；与其他相近种白环蛇相比，身体较粗大，尾长较长（尾长/全长雌性0.198～0.225，雄性0.231～0.232）、尾下鳞多（雄性95或96，雌性92）、喉部为黑色。本种不同产地的标本色型差异较大，云南贡山模式标本通体具规则分布的深色和浅褐色横纹，褐色横纹至身体前段呈白色，四川攀枝花标本通体具黑色及白色横纹，云南泸水标本通体具棕褐色及黑色横纹，西藏察隅标本体背橄榄褐色为主，具不规则黑色窄横纹，腹面无深色横纹，却具有不规则的斑纹。

## 保护
本种于2023年被收录入《有重要生态、科学、社会价值的陆生野生动物名录》。